# ジーギマンタス・カリブタイティス

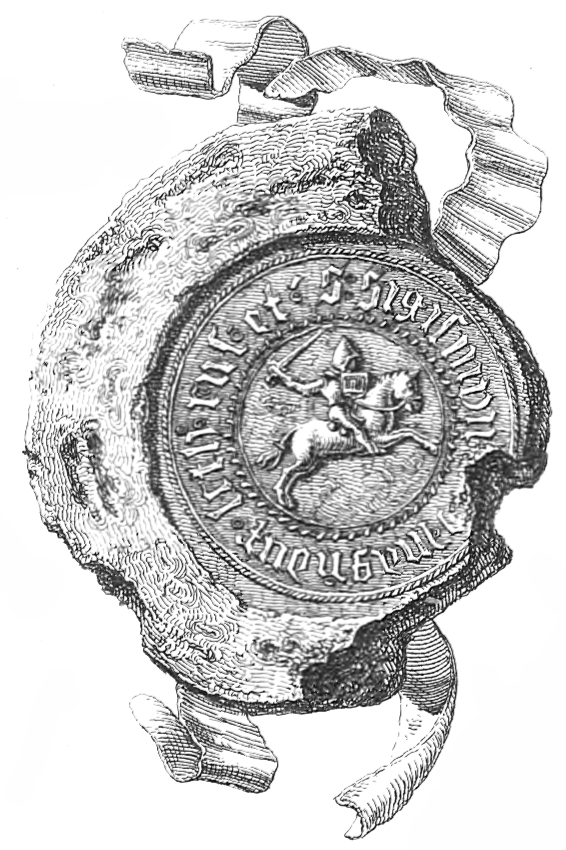
ジーギマンタス・カリブタイティスの印章

ジーギマンタス・カリブタイティス（リトアニア語: Žygimantas Kaributaitis; ベラルーシ語: Жыгімонт Карыбутавіч; ポーランド語: Zygmunt Korybutowicz; チェコ語: Zikmund Korybutovič; ウクライナ語: Жиґимонт Корибутович、1395年頃 - 1435年、パバイスカス付近）はゲディミナス家（アルギルダス家）出身の公で、フス戦争で最も知られたフス派の軍司令官かつボヘミアおよびプラハを統治した人物である。父はノーウホロド＝シーヴェルシクィイの領主カリブタス、母はリャザン公オレーグの娘であるアナスタシア。ポーランド国王ヴワディスワフ2世の甥に当たる。

## 生涯

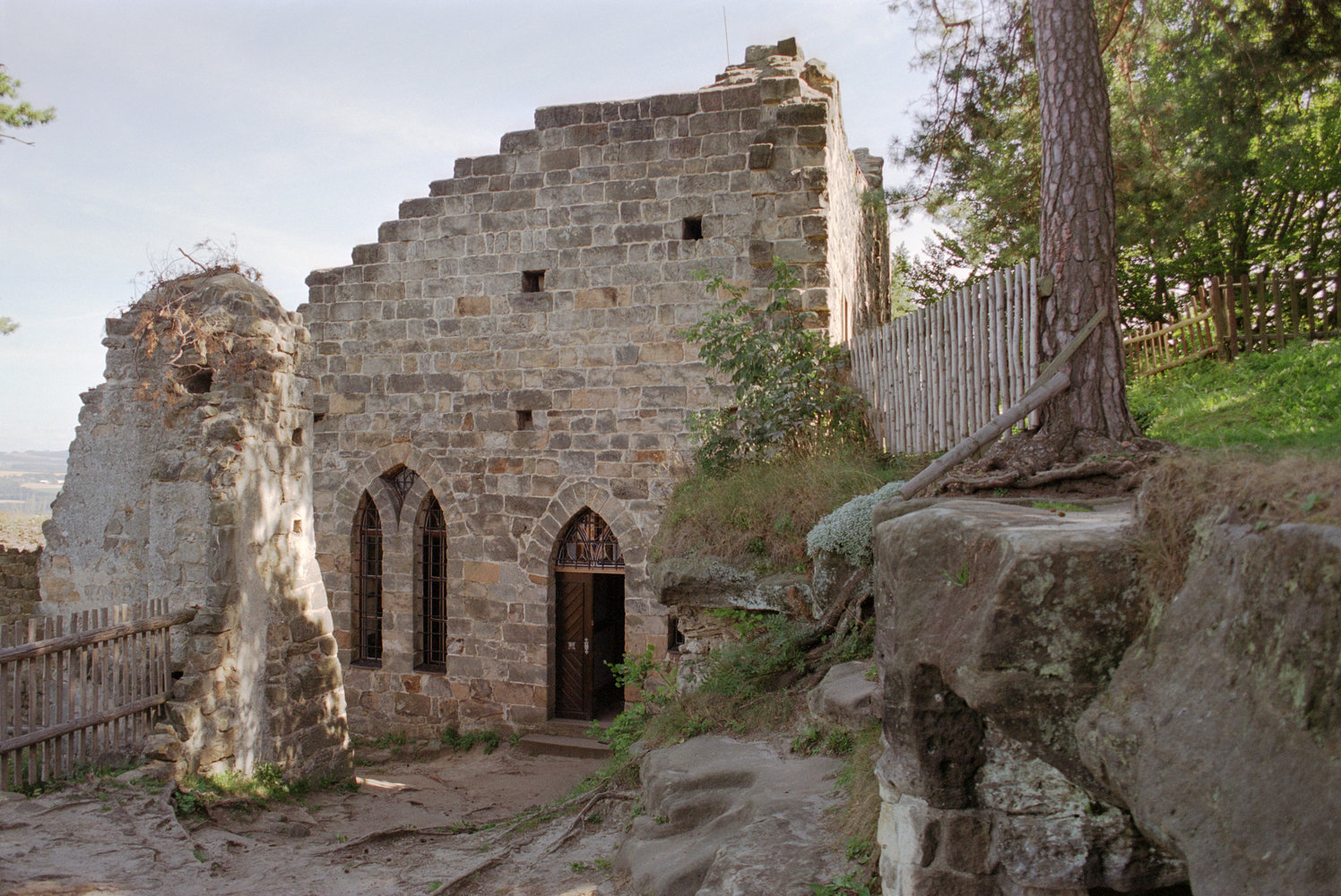
ジーギマンタス・カリブタイティスが数か月間囚人として過ごしたヴァルドシュタイン城。

ジーギマンタスは恐らくはノーウホロド＝シーヴェルシクィイにてリトアニア大公アルギルダスの息子であるカリブタスと妃アナスタシアの息子として誕生し、1404年以降は叔父のポーランド国王ヴワディスワフ2世がいるクラクフの宮廷にて台頭するようになった。ジーギマンタス・カリブタイティスはポーランド王位継承者として期待されているとの噂が立った。青年期には1410年のグルンヴァルトの戦いでポーランド王冠領の軍の連隊を指揮している。
姉のエレナはボヘミア貴族の重鎮であるオパヴァ公ヤン2世と結婚していた。

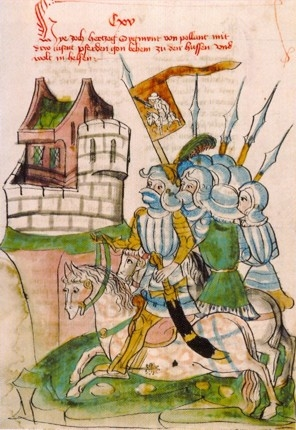
リトアニアの旗をはためかせるジーギマンタス・カリブタイティスとその軍勢。

従叔父のリトアニア大公ヴィータウタスによってボヘミアの摂政として派遣されたジーギマンタス・カリブタイティスは1422年にボヘミアにおける軍の指揮を委託された。神聖ローマ皇帝ジギスムントの軍隊は交戦を避けてハンガリーに後退、ジーギマンタス・カリブタイティスは5月16日にプラハに到着し、そこでフス派内部の抗争時における現地のフス派の指揮官となり、ボヘミアの統治者として擁立された。ところがローマ教皇マルティヌス5世はヴィータウタスとヴワディスワフ2世に対してジーギマンタス・カリブタイティスを解任するよう主張、1423年12月24日にヴワディスワフ2世とジギスムントの合意の結果、ジーギマンタス・カリブタイティスとその軍勢はプラハを去った。 
しかしながら、ジーギマンタス・カリブタイティスはボヘミア王位提供を拒絶することができず、翌1424年6月29日に1500人の強兵を率いて再びプラハに来たが、この時はヴワディスワフ2世とヴィータウタスの承認を得ていなかった。両人とも主要な目的はメルノの条約の遂行で達成しており、これ以上のジギスムントとの争いは望ましいものではなかったのである。それゆえにヴワディスワフ2世はジーギマンタス・カリブタイティスの領地を没収し、ローマ教皇の使節は破門した。一方、プラハの統治者としてのジーギマンタス・カリブタイティスは町の議会を解散させて新たな議会を招集させて、ジギスムントに対するモラヴィア遠征の成功を可能にすることでヤン・ジシュカとフス派穏健派のウトラキストの対立に終止符を打つのに成功した。ジシュカ没後は1426年6月16日のウースチー・ナド・ラベムの戦いの勝利を指揮することで最良の指揮官となった。 
ジーギマンタス・カリブタイティスはカトリックとフス派を和解させるためにジギスムントとの交渉を開始したが、その政治上の経歴は急進派のターボル派がプラハの主導権を握った1427年に終わり、ジーギマンタス・カリブタイティスは反乱を企てたとしてヴァルドシュタイン城に幽閉された。1428年に解放された後にはターボル派のシレジア遠征に加わっている。決定的な損失となったリパニの戦いはリトアニアへの帰還を余儀なくされた。 
ジーギマンタス・カリブタイティスは1435年11月1日のパバイスカスの戦いで叔父シュヴィトリガイラ側に立って指揮を執った。その軍勢はジーギマンタス・ケーストゥタイティスによって徹底的に打ちのめされた。ジーギマンタス・カリブタイティスは戦闘中に負傷していたが死ぬまで戦った。ヤン・ドゥゴシュによればその死因は深刻な感染症である（extremo mortis horrendae supplicio）。

## 登場作品
- 乙女戦争 ディーヴチー・ヴァールカ